# محوطه کت یری ملیح‌آباد
محوطه کت یری ملیح آباد مربوط به سدهٔ ۸–۶ ه.ق است و در شهرستان ورزقان، بخش مرکزی، دهستان ازومدل جنوبی، ۱/۵ کیلومتری شمال روستای سردار کندی واقع شده و این اثر در تاریخ ۲۷ اسفند ۱۳۸۷ با شمارهٔ ثبت ۲۶۳۸۴ به‌عنوان یکی از آثار ملی ایران به ثبت رسیده است.